# 1729
| 1729               |
| ------------------ |
| Dødsfald - Fødsler |
| • Begivenheder     |

| Gregoriansk kalender | 1729 MDCCXXIX           |
| Ab urbe condita      | 2482                    |
| Armensk kalender     | 1178 ԹՎ ՌՃՀԸ            |
| Kinesiske kalender   | 4425 – 4426 戊申 – 己酉 |
| Etiopisk kalender    | 1721 – 1722             |
| Jødisk kalender      | 5489 – 5490             |
| Hindukalendere       |                         |
| - Vikram Samvat      | 1784 – 1785             |
| - Shaka Samvat       | 1651 – 1652             |
| - Kali Yuga          | 4830 – 4831             |
| Iransk kalender      | 1107 – 1108             |
| Islamisk kalender    | 1142 – 1143             |

Konge i Danmark: Frederik 4. 1699-1730
Se også 1729 (tal)

## Født
- 12. januar - Edmund Burke, engelsk-irsk konservativ politiker, forfatter, filosof mm. (død 1797).